# Milan Football Club 1924-1925
Questa voce raccoglie le informazioni riguardanti il Milan Football Club nelle competizioni ufficiali della stagione 1924-1925.

## Stagione

Alessandro Schienoni, al Milan dal 1924 al 1933

Anche questa stagione 1924-1925 è mediocre per il Milan, con un 8º posto nel girone B del campionato di Lega Nord Italia, che è formato da 13 squadre. Tale piazzamento è frutto di 13 sconfitte su 24 incontri. Nonostante la presenza in panchina di Vittorio Pozzo, già commissario tecnico della Nazionale italiana e futuro vincitore di due edizioni del campionato del mondo e di un'Olimpiade, il gioco del Milan stenta a decollare a causa della scarsa caratura tecnica della squadra. In questa stagione è sugli scudi il centrocampista ungherese József Bánás, mentre fa al meglio la sua parte l'austriaco Rodolfo Ostromann che firma 16 reti in campionato in 21 partite giocate. Scudetto al Bologna per la prima volta, che vince il girone B con 34 punti, supera il Genoa, vincitore del girone A nella finale di Lega Nord, e poi supera l'Alba Roma nelle finali nazionali.

## Divise
| Casa | Trasferta |

## Organigramma societario
Area direttiva
- Presidente: Piero Pirelli
- Vice presidenti: Giuseppe Lavezzari e Mario Benazzoli
- Segretario: Ferruccio Bollini

Area tecnica
- Allenatore: Vittorio Pozzo

## Rosa
| N. |                     | Ruolo | Calciatore                |
| -- | ------------------- | ----- | ------------------------- |
|    | Italia (bandiera)   | P     | Giovanni Alfredo De Carli |
|    | Italia (bandiera)   | P     | Bruno Midali              |
|    | Italia (bandiera)   | D     | Giovanni Bolzoni          |
|    | Italia (bandiera)   | D     | Giorgio Cidri             |
|    | Italia (bandiera)   | D     | Plinio Farina             |
|    | Italia (bandiera)   | D     | Giulio Radice             |
|    | Italia (bandiera)   | D     | Alessandro Schienoni      |
|    | Italia (bandiera)   | D     | Umberto Soldati           |
|    | Svizzera (bandiera) | C     | Carlo Innocente Baj       |
|    | Italia (bandiera)   | C     | Tiziano Ballarin          |

| N. |                     | Ruolo | Calciatore                 |
| -- | ------------------- | ----- | -------------------------- |
|    | Ungheria (bandiera) | C     | József Bánás               |
|    | Italia (bandiera)   | C     | Pietro Bronzini (capitano) |
|    | Italia (bandiera)   | C     | Antonio Da Sacco           |
|    | Italia (bandiera)   | C     | Alfredo De Franceschini    |
|    | Italia (bandiera)   | C     | Alessandro Savelli         |
|    | Italia (bandiera)   | A     | Carlo Cevenini             |
|    | Austria (bandiera)  | A     | Rodolfo Ostromann          |
|    | Italia (bandiera)   | A     | Venerino Papa              |
|    | Italia (bandiera)   | A     | Luigi Poggia               |
|    | Italia (bandiera)   | A     | Giuseppe Santagostino      |

## Calciomercato
| Acquisti | Acquisti             | Acquisti          | Acquisti |
| R.       | Nome                 | da                | Modalità |
| -------- | -------------------- | ----------------- | -------- |
| C        | József Bánás         | Teplitzer         | -        |
| P        | Giuseppe Carmignato  | Risorgimento F.C. | -        |
| A        | Giorgio Cidri        | Edera Pola        | -        |
| D        | Plinio Farina        | Esperia           | -        |
| A        | Rodolfo Ostromann    | Edera Pola        | -        |
| D        | Alessandro Schienoni | Minerva           | -        |

| Cessioni | Cessioni      | Cessioni        | Cessioni |
| R.       | Nome          | da              | Modalità |
| -------- | ------------- | --------------- | -------- |
| P        | Luigi Binda   | Juventus Italia | -        |
| A        | Venerino Papa | Anderlecht      | -        |

## Risultati

### Prima Divisione

#### Lega Nord (girone B)

##### Girone di andata
| Arbitro: | Alfieri (Bologna) |

|                           |           |  |
| Soldati 52’ Ostromann 72’ | Marcatori |  |

| Arbitro: | Gera (Torino) |

|                           |           |                    |
| Mura 44’ Merlini 51’, 60’ | Marcatori | 65’, 89’ Ostromann |

| Arbitro: | Franciosini (Modena) |

|                                     |           |                       |
| Soldati 10’ Savelli 20’ V. Papa 82’ | Marcatori | 15’, 30’ Carlo Crotti |

| Arbitro: | Dani (Genova) |

|                                                       |           |                                      |
| Rosetta 21’ Munerati 28’ Pastore 53’, 60’ Gambino 78’ | Marcatori | 1’ Ostromann 70’ V. Papa 87’ Savelli |

| 9 novembre 1924 5ª giornata |  | – Turno di riposo Milan |  |  |

| Arbitro: | Bonello (Venezia) |

|                                                  |           |                    |
| Agostinelli 41’ A. Prosperi 47’, 50’ Vidotto 51’ | Marcatori | 16’, 90’ Ostromann |

| Arbitro: | Gera (Torino) |

|                                |           |                 |
| Savelli 10’ Ostromann 29’, 44’ | Marcatori | 51’ Della Valle |

| Arbitro: | Dani (Genova) |

|                              |           |                                |
| Ardissone 5’, 8’ Borello 21’ | Marcatori | 31’ Santagostino 33’ Ostromann |

| Arbitro: | Salvagno (Venezia) |

|                                        |           |                              |
| Vincenzi 18’ (aut.) Ostromann 46’, 57’ | Marcatori | 65’ A. Bandini 78’ Silvestri |

| Arbitro: | Ricci (Modena) |

|                                          |           |               |
| G. Capra 14’ Cattaneo 21’ Baloncieri 46’ | Marcatori | 43’ Ostromann |

| Arbitro: | Norinelli (Verona) |

|                                             |           |                              |
| Meneghetti 23’, 83’ Carrera 47’ Marucco 80’ | Marcatori | 17’ Santagostino 68’ Savelli |

| Arbitro: | Bonello (Venezia) |

|                                    |           |                |
| Ostromann 10’, 37’ C. Cevenini 86’ | Marcatori | 44’ Baccilieri |

| Arbitro: | Pinasco (Sestri Ponente) |

|             |           |                                       |
| Savelli 57’ | Marcatori | 18’ Barzan 32’ Modulo 85’ Zanninovich |

##### Girone di ritorno
| Arbitro: | Ricci (Modena) |

|                                        |           |                     |
| Poggi ?’ Borfico 28’ Capris 83’ (rig.) | Marcatori | 50’, 67’ Cevenini V |

| Arbitro: | Franciosini (Modena) |

|                             |           |  |
| C. Cevenini 16’ (rig.), 77’ | Marcatori |  |

| Arbitro: | Gera (Torino) |

|  |           |                                          |
|  | Marcatori | 14’ Poggia ?’ Ostromann 51’ Santagostino |

| Milano 22 febbraio 1925 17ª giornata | Milan             | 0 – 0 | Juventus | Campo di Viale Lombardia\| Arbitro: \| Alfieri (Bologna) \| |
| Arbitro:                             | Alfieri (Bologna) |       |          |                                                             |

| 1º marzo 1925 18ª giornata |  | – Turno di riposo Milan |  |  |

| Arbitro: | Salvagno (Venezia) |

|                              |           |             |
| Savelli 42’ Santagostino 71’ | Marcatori | 61’ Francia |

| Arbitro: | Dani (Genova) |

|                     |           |  |
| Della Valle 1’, 88’ | Marcatori |  |

| Arbitro: | Pinasco (Sestri Ponente) |

|             |           |                          |
| Savelli 55’ | Marcatori | 25’ S. Rosso 35’ Zanello |

| Arbitro: | Alfieri (Bologna) |

|                                                    |           |  |
| Magnozzi 20’, 78’ Del Cittadino 53’ A. Bandini 77’ | Marcatori |  |

| Arbitro: | Bonello (Venezia) |

|                             |           |  |
| Cidri 12’, 56’ Ballarin 21’ | Marcatori |  |

| Arbitro: | Franciosini (Modena) |

|                                          |           |             |
| Bánás 27’ Patti 60’ (aut.) Ostromann 80’ | Marcatori | 47’ Marucco |

| Arbitro: | Salvagno (Venezia) |

|                              |           |               |
| Musi 10’, 42’ Vassarotti 68’ | Marcatori | 43’ Ostromann |

| Arbitro: | Enrietti (Torino) |

|                                      |           |  |
| Vecchina 10’, 47’ F. Busini 55’, 62’ | Marcatori |  |

## Statistiche

### Statistiche di squadra
| Competizione    | Punti | In casa | In casa | In casa | In casa | In casa | In casa | In trasferta | In trasferta | In trasferta | In trasferta | In trasferta | In trasferta | Totale | Totale | Totale | Totale | Totale | Totale | DR |
| Competizione    | Punti | G       | V       | N       | P       | Gf      | Gs      | G            | V            | N            | P            | Gf           | Gs           | G      | V      | N      | P      | Gf     | Gs     | DR |
| --------------- | ----- | ------- | ------- | ------- | ------- | ------- | ------- | ------------ | ------------ | ------------ | ------------ | ------------ | ------------ | ------ | ------ | ------ | ------ | ------ | ------ | -- |
| Prima Divisione | 21    | 12      | 9       | 1       | 2       | 27      | 13      | 12           | 1            | 0            | 11           | 18           | 38           | 24     | 10     | 1      | 13     | 45     | 51     | -6 |

### Statistiche dei giocatori
| Giocatore          | Prima Divisione | Prima Divisione |
| Giocatore          | Presenze        | Reti            |
| ------------------ | --------------- | --------------- |
| C. I. Baj          | 6               | 0               |
| T. Ballarin        | 24              | 1               |
| J. Bánás           | 20              | 1               |
| G. Bolzoni         | 1               | 0               |
| P. Bronzini        | 24              | 0               |
| C. Cevenini        | 20              | 5               |
| G. Cidri           | 5               | 2               |
| A. Da Sacco        | 2               | 0               |
| G. A. De Carli     | 17              | -33             |
| A. De Franceschini | 24              | 0               |
| P. Farina          | 3               | 0               |
| B. Midali          | 7               | -18             |
| R. Ostromann       | 21              | 18              |
| V. Papa            | 4               | 2               |
| L. Poggia          | 21              | 1               |
| G. Radice          | 2               | 0               |
| G. Santagostino    | 21              | 4               |
| A. Savelli         | 18              | 7               |
| A. Schienoni       | 20              | 0               |
| U. Soldati         | 4               | 2               |